# Minimoni
Minimoni (ミニモニ。) war eine Untergruppe von Morning Musume und eine der erfolgreichsten Gruppen des Hello! Projects.

## Werdegang
Gegründet wurde die Gruppe von Morning Musumes Mari Yaguchi mit der Idee, nur Mitglieder zuzulassen, die unter 1,50 Metern groß waren. Zunächst trat Yaguchi mit Nozomi Tsuji und Ai Kago nur bei Konzerten von Morning Musume als Zwischenunterhaltung auf. Kurze Zeit später bat sie den Produzenten Tsunku darum, Minimoni debütieren zu lassen. Coconuts Musumes Mika Todd trat der Gruppe als viertes Mitglied bei und Tsunku begann, Minimoni als richtigen Act zu produzieren.
Die Gruppe richtete sich vor allem an Kinder im Vor- und Grundschulalter. Aufgrund dessen haben ihre Lieder einen Bezug zu kindlichen Themen und Spielen. Ihre erste Single, „Minimoni Jankenpyon!“ hatte zum Beispiel das Thema „Schere, Stein, Papier“ (im Japanischen „Janken“). Darüber hinaus haben viele ihrer Lieder einen pädagogischen Wert: So wird zum Beispiel das Zählen beigebracht oder Eselsbrücken zu den Hauptstädten der Präfekturen Japans geschaffen. Mehrmals kooperierten sie mit dem Anime Hamtaro: Unter dem Pseudonym Minihamus liehen die Mitglieder einigen Charakteren ihre Stimmen und steuerten Lieder zum Soundtrack bei. In dieser Zeit wuchs Minimonis Bekanntheit, auch aufgrund von Fernsehauftritten der Band. Das Internetphänomen „Dramatic Chipmunk“ hat seinen Ursprung in einem Sketch der Gruppe.
2003 verließ Mari Yaguchi die Gruppe, Ai Takahashi (ebenfalls aus Morning Musume) stieß dazu und Mika Todd wurde die Bandleaderin. Der Stil der Band wandelte sich zu R&B. Ein Jahr ging auch Mika Todd, um in Los Angeles Musik zu studieren. Mit Todds Weggang wurde die Gruppe aufgelöst.
Im Jahr 2009 wurde die Gruppe kurzzeitig unter dem Namen Shin Minimoni (新ミニモニ。; „Neues Minimoni“) wiederbelebt. Leiterin wurde Morning Musumes Linlin, zudem traten S/mileages Kanon Fukuda und die beiden Hello! Pro Egg-Mitglieder Akari Takeuchi und Karin Miyamoto bei. Die Gruppe nahm zwei Lieder auf und wurde 2011 inaktiv.
2017 gab es ein kleines Wiedersehenstreffen bei den Feierlichkeiten zum 20. Jahrestag von Morning Musume. Yaguchi und Tsuji traten zusammen mit den beiden kleinsten Mitgliedern der damaligen Formation Morning Musumes, Ayumi Ishida und Reina Yokoyama, auf. Anzumerken ist, dass nur die beiden Gründungsmitglieder als Minimoni auftraten, obwohl Takahashi ebenfalls anwesend war.

## Mitglieder
| Name                                | Geburtsdatum       | Alter | Eintrittsjahr | Generation    | Sonstiges           |
| ----------------------------------- | ------------------ | ----- | ------------- | ------------- | ------------------- |
| Mari Yaguchi (矢口真里)             | 20. Januar 1983    | 42    | 2000          | 1             | Leader              |
| Mika Todd                           | 28. Mai 1984       | 40    | 2000          | 1             | Leader nach Yaguchi |
| Nozomi Tsuji (辻希美)               | 17. Juni 1987      | 37    | 2000          | 1             |                     |
| Ai Kago (加護亜依)                  | 7. Februar 1988    | 37    | 2000          | 1             |                     |
| Ai Takahashi (高橋愛)               | 14. September 1986 | 38    | 2003          | 2             |                     |
| Linlin (リンリン) / Qian Lin (銭琳) | 11. März 1991      | 34    | 2009          | Shin Minimoni | Leader              |
| Kanon Fukuda (福田花音)             | 12. März 1995      | 30    | 2009          | Shin Minimoni |                     |
| Akari Takeuchi (竹内朱莉)           | 23. November 1997  | 27    | 2009          | Shin Minimoni |                     |
| Karin Miyamoto (宮本佳林)           | 1. Dezember 1998   | 26    | 2009          | Shin Minimoni |                     |

## Diskografie

### Studioalben
| Jahr | Titel                                                      | Höchstplatzierung, Gesamtwochen, AuszeichnungChartsChartplatzierungen (Jahr, Titel, Platzierungen, Wochen, Auszeichnungen, Anmerkungen) | Anmerkungen                                                  |
| Jahr | Titel                                                      | JP | Anmerkungen                                                  |
| ---- | ---------------------------------------------------------- | --- | ------------------------------------------------------------ |
| 2002 | Mini-Moni Song Daihyakka Ikkan (ミニモニ。ソング大百科1巻) | JP4 Gold · (10 Wo.)JP | Erstveröffentlichung: 26. Juni 2002 Verkäufe JP: + 187.470   |
| 2004 | Mini-Moni Songs 2 (ミニモニ。ソングズ2)                    | JP11 (4 Wo.)JP | Erstveröffentlichung: 11. Februar 2004 Verkäufe JP: + 25.835 |

### Singles
| Jahr | Titel Album | Höchstplatzierung, Gesamtwochen, AuszeichnungChartsChartplatzierungen (Jahr, Titel, Album, Platzierungen, Wochen, Auszeichnungen, Anmerkungen) | Anmerkungen                                                     |
| Jahr | Titel Album | JP | Anmerkungen                                                     |
| ---- | --- | --- | --------------------------------------------------------------- |
| 2001 | Minimoni Jankenpyon! / Haru Natsu Aki Fuyu Daisukki! (ミニモニ。ジャンケンぴょん！/春夏秋冬だいすっき！) Mini-Moni Song Daihyakka Ikkan                              | JP1 ×2Doppelplatin · (17 Wo.)JP | Erstveröffentlichung: 17. Januar 2001 Verkäufe JP: + 763.380    |
| 2001 | Minimoni Telephone! Rin Rin Rin / Minimoni Bus Guide (ミニモニ。テレフォン！リンリンリン/ミニモニ。バスガイド) Mini-Moni Song Daihyakka Ikkan                        | JP1 Platin · (16 Wo.)JP | Erstveröffentlichung: 12. September 2001 Verkäufe JP: + 341.560 |
| 2001 | Minihamus no Ai no Uta (ミニハムずの愛の唄) Mini-Moni Song Daihyakka Ikkan                                                                                           | JP3 (14 Wo.)JP | Erstveröffentlichung: 5. Dezember 2001 Verkäufe JP: + 325.440   |
| 2002 | Minimoni Hinamatsuri! / Mini Strawberry Pie (ミニモニ。ひなまつり！/ミニ。ストロベリ〜パイ) Mini-Moni Song Daihyakka Ikkan                                           | JP2 Gold · (9 Wo.)JP | Erstveröffentlichung: 30. Januar 2002 Verkäufe JP: + 265.590    |
| 2002 | Ai~n Taisou / Ai~n! Dance no Uta (アイ~ン体操 / アイ~ン! ダンスの唄) Mini-Moni Song Daihyakka Ikkan                                                                  | JP3 Gold · (9 Wo.)JP | Erstveröffentlichung: 24. April 2002 Verkäufe JP: + 212.230     |
| 2002 | Genki Jirushi no Oomori Song / Okashi Tsukutte Okkasui~! (げんき印の大盛りソング／お菓子つくっておっかすぃ～！) Mini-Moni Songs 2                                    | JP9 (10 Wo.)JP | Erstveröffentlichung: 27. November 2002 Verkäufe JP: + 53.681   |
| 2002 | Minihamus no Kekkon Song (ミニハムずの結婚ソング) Mini-Moni Songs 2                                                                                                  | JP10 (12 Wo.)JP | Erstveröffentlichung: 4. Dezember 2002 Verkäufe JP: + 60.001    |
| 2003 | Rock ’n’ Roll Kenchoushozaichi ~Oboechaina Series~ (ロックンロール県庁所在地 ～おぼえちゃいなシリーズ～) Mini-Moni Songs 2                                           | JP7 (10 Wo.)JP | Erstveröffentlichung: 9. April 2003 Verkäufe JP: + 58.084       |
| 2003 | Minimoni Kazoe Uta ~Ofuro Version~ / Minimoni Kazoe Uta ~Date Version~ (ミニモニ。数え歌〜お風呂ば〜じょん〜/ミニモニ。数え歌〜デートば〜じょん〜) Mini-Moni Songs 2 | JP9 (6 Wo.)JP | Erstveröffentlichung: 14. Mai 2003 Verkäufe JP: + 29.088        |
| 2003 | Crazy About You Mini-Moni Songs 2 | JP5 (7 Wo.)JP | Erstveröffentlichung: 16. Oktober 2003 Verkäufe JP: + 36.473    |
| 2004 | Lucky Cha Cha Cha! (ラッキーチャチャチャ!) – | JP6 (5 Wo.)JP | Erstveröffentlichung: 21. April 2004 Verkäufe JP: + 34.398      |